# اتیل‌هگزیل تریازون
اتیل‌هگزیل تریازون (به انگلیسی: Ethylhexyl triazone) با فرمول شیمیایی C۴۸H۶۶N۶O۶ یک ترکیب شیمیایی با شناسه پاب‌کم ۱۵۹۲۰۱ است. که جرم مولی آن ۸۲۳٫۰۷ g/mol می‌باشد.